# Altamura
Altamura je italské město v oblasti Apulie.
Ve městě se nachází románská katedrála z roku 1232. Poblíž města, ve vápencové jeskyni grotta di Lamalunga byl nalezen zvápenatělý, 400 tisíc let starý Altamurský člověk.

## Vývoj počtu obyvatel
Počet obyvatel